# Forteresse de Qouban
Qouban est le site d'une des forteresses nubiennes établies par les pharaons pour défendre leur frontière méridionale et contrôler les routes commerciales qui passaient par le Nil depuis le Soudan et l'Afrique.
Les premières fortifications datent de l'Ancien Empire mais celles-ci furent agrandies au Moyen Empire et montrent, bien que de taille plus modeste, une grande similitude avec la forteresse de Bouhen. On y retrouve le fossé et un premier mur suivi des murailles crénelées flanquées de multiples bastions. 